# Mugali, Ron
Mugali là một làng thuộc tehsil Ron, huyện Gadag, bang Karnataka, Ấn Độ.